# Envelopes
Envelopes je hudební skupina hrající žánrově mezi indie a popem. Její členové pochází ze Švédska a Francie. Hudebně je seskupení ovlivněno skupinami jako Pixies, The Pastels nebo Stereolab.

## Historie
Jejich debutové album Demon bylo vydáno ve Velké Británii v srpnu 2005 a ve Spojených státech v dubnu 2006. Album bylo nahráno na rodinné farmě Henrika Orrlinga ve Švédsku, kde byl také natočen klip pro jejich singl Sister in Love. Album Demon také obsahuje jejich domácí nahrávky datované mezi roky 2001 a 2004.
Envelopes na svém turné v březnu 2004 procestovali Velkou Británii. V roce 2006 hráli na festivalu South by Southwest a v září uskutečnili turné po Spojených státech s americkou kapelou Ratatat.
V srpnu 2007 kapela zpřístupnila na svých webových stránkách celé mixtape album ve formátu mp3. Album pojmenované „Soup of Germs“ obsahovalo 11 písniček Envelopes spletených s písněmi jejich oblíbených umělců, jako např. The B-52's, Talking Heads a Pink Floyd. Album bylo také distribuováno na různých vystoupeních v CD formátu.
Druhé album skupiny Envelopes „Here Comes The Wind“ bylo vydáno v únoru 2008 ve studiu Brille Music.

## Diskografie

### Alba
- Demon (2006) – Brille Music
- Here Comes The Wind (2008) – Brille Music

### Singly aEP
- I Don't Like It (2004) – Rex Records
- Sister in Love (2005) – Brille Music
- Freejazz (2006) – Brille Music
- I Don't Even Know (LA Priest remix) – Brille Music
- Smoke In The Desert, Eating The Sand, Hide In The Grass (2007) – Brille Music
- Life on the Beach (2007) – Brille Music
- Party (2008) – Brille Music
- Put on Hold